# Oedenops
Oedenops is een vliegengeslacht uit de familie van de oevervliegen (Ephydridae).

## Soorten
- O. nuda (Coquillett, 1902)